# Anne-Laure Couchepin Vouilloz
Pour les articles homonymes, voir Couchepin et Vouilloz.
Anne-Laure Couchepin Vouilloz, née Couchepin le 10 mai 1977 à Martigny, est une avocate et une personnalité politique suisse, membre du Parti libéral-radical.
Elle est présidente de la ville de Martigny depuis 2017.

## Biographie
Anne-Laure Couchepin naît le 10 mai 1977 à Martigny. Elle est la fille du conseiller fédéral Pascal Couchepin. Elle a un frère , Gaspard, avocat,.  
Titulaire d'un diplôme de physiothérapeute, elle travaille d'abord quelques années à la clinique de réadaptation de la Caisse nationale suisse d'assurances en cas d'accidents (SUVA) à Sion puis change d'orientation. Elle entreprend des études en droit à l'Université de Lausanne, où elle obtient un master en droit qu'elle complète avec le brevet d'avocat à Martigny.  
Mariée et mère de quatre enfants, elle souligne l'importance de l'implication de son époux, avocat indépendant, dans l'organisation de la vie quotidienne. 

## Parcours politique
Elle est élue en 2008 au conseil communal (exécutif) de Martigny, où elle est chargée des écoles et de l'accueil de jour de l'enfance. Élue présidente le 13 novembre 2016, elle est la première femme à accéder à la présidence d'une ville du Valais francophone,. Elle entre en fonction le 1er janvier 2017. Elle marche ainsi sur les traces de son père, président de cette même ville entre 1984 et 1998.  